# بول غراوند
بول غراوند (بالإنجليزية: Ball Ground, Georgia)‏ هي مدينة تقع في مقاطعة تشيروكي، جورجيا بولاية جورجيا في الولايات المتحدة. تبلغ مساحة هذه المدينة 3.2 (كم²)، وترتفع عن سطح البحر 336 م، بلغ عدد سكانها 1433 نسمة في عام 2010 حسب إحصاء مكتب تعداد الولايات المتحدة.

## أعلام
- راسيل ليون

## وصلات خارجية
- Cities & Counties - Georgia.gov